# Lijst van spelers van Oita Trinita
Deze lijst omvat voetballers die bij de Japanse voetbalclub Oita Trinita spelen of gespeeld hebben. De namen van de spelers zijn alfabetisch gerangschikt.

## A
- Yoshiro Abe
- Magno Alves
- Andradina
- Koji Arimura

## C
- Jung-Han Choi

## D
- Dodô

## E
- Alves Edmilson

## F
- Fabinho
- Fernandinho
- Yoshiaki Fujita
- Yuki Fukaya
- Yohei Fukumoto
- Yuzo Funakoshi

## G
- Yusuke Goto

## H
- Taku Harada
- Takenori Hayashi
- Keigo Higashi
- Yasunari Hiraoka
- Kwan Hwangbo

## I
- Hiroshi Ichihara
- Akihiro Ienaga
- Tatsuya Ikeda
- Yosuke Ikehata
- Yudai Inoue
- Ryosuke Ishida

## J
- Takuya Jinno
- Júnior Maranhão

## K
- Akira Kaji
- Akira Kajiwara
- Yohei Kajiyama
- Michaiki Kakimoto
- Naoto Kamifukumoto
- Mu Kanazaki
- Song-Ho Kang
- Masaharu Kawahara
- Kazuhiro Kawata
- Yu Kijima
- Naoya Kikuchi
- Bo-Kyung Kim
- Jung-Hyun Kim
- Sung-Kil Kim
- Yong-Gi Kim
- Yuji Kimura
- Hiroshi Kiyotake
- Hiroyuki Kobayashi
- Ryo Kobayashi
- Arata Kodama
- Rui Komatsu
- Koki Kotegawa
- Andrzej Kubica

## L
- Leandro
- Dong-Myung Lee
- Woo-Young Lee

## M
- Shunsuke Maeda
- Takuya Marutani
- Tadatoshi Masuda
- Tsukasa Masuyama
- Ken Matsubara
- Riki Matsuda
- Masaru Matsuhashi
- Shota Matsuhashi
- Masaya Matsumoto
- Rei Matsumoto
- Ryuji Michiki
- Kazuyoshi Mikami
- Takashi Miki
- Masashi Miyazawa
- Masato Morishige
- Yasuhito Morishima
- Shinji Murai

## N
- Takuma Nagayoshi
- Yuichi Nemoto
- Hironori Nishi
- Shusaku Nishikawa
- Teppei Nishiyama
- Erikson Noguchipinto

## O
- Susumu Oki
- Osmar

## P
- Moabe Platini

## R
- Roberto
- Rodrigo Mancha
- Rodrigo Mendes
- Romao

## S
- Akihiro Sakata
- Sandro
- Serginho Baiano
- Yuichi Shibayoka
- Keisuke Shimizu
- Seigo Shimokawa
- Taketo Shiokawa
- Sidiclei
- Lorenzo Staelens
- Takahiko Sumida
- Shingo Suzuki

## T
- Kazumichi Takagi
- Daisuke Takahashi
- Daiki Takamatsu
- Riki Takasaki
- Hirotaka Tameda
- Kenta Tanno
- Yuzo Tashiro
- Yoshito Terakawa
- Kohei Tokita
- Shusuke Tsubouchi
- Shinji Tsujio
- Túlio

## U
- Yoshihiro Uchimura
- Taikai Uemoto
- Ueslei
- Takashi Umeda
- Tsukasa Umesaki

## W
- Masashi Wakasa
- Will
- Richard Witschge

## Y
- Masato Yamazaki
- Tetsuya Yamazaki
- Ja Yasukawa
- Takayuki Yoshida
- Kohi Yoshimura

## Z
- Patrick Zwaanswijk